# Coenocyathus humanni
Espèce
Coenocyathus humanni est une espèce de coraux appartenant à la famille des Caryophylliidae.